# Linia zmiany daty

Poglądowa relacja między linią zmiany daty (czerwona) a datą i czasem w dniu. Kolejne barwy symbolizują zmieniające się dni. W każdym punkcie Ziemi nowy dzień zaczyna się, gdy punkt przekracza „północ”

Linia zmiany daty, granica zmiany daty – umowna linia na mapie stref czasowych, przebiegająca głównie wzdłuż południka 180 stopni (występują niewielkie odchylenia w przypadku obszarów zamieszkanych przez ludzi), po obu stronach której daty różnią się o jedną dobę. Przesunięcia tej linii od południka 180 stopni występują w przypadku Aleutów (w kierunku zachodnim) oraz Półwyspu Czukockiego, wysp Fidżi, Kermadec, Kiribati, Samoa (bez Samoa Amerykańskiego), Tokelau i Tonga (na wschód).
Przy przekraczaniu linii zmiany daty w kierunku z półkuli wschodniej na półkulę zachodnią odejmujemy jeden dzień od bieżącej daty (obowiązującej na półkuli wschodniej), natomiast przy poruszaniu się w przeciwnym kierunku dodajemy jeden dzień do bieżącej daty (obowiązującej na półkuli zachodniej).

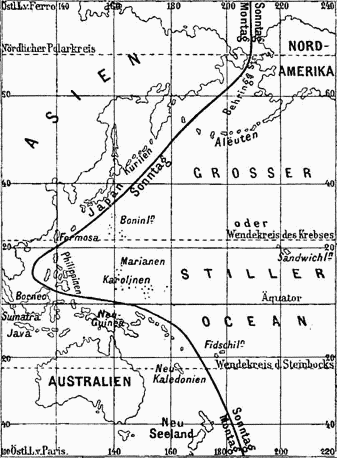
Przebieg linii zmiany daty pod koniec XIX wieku
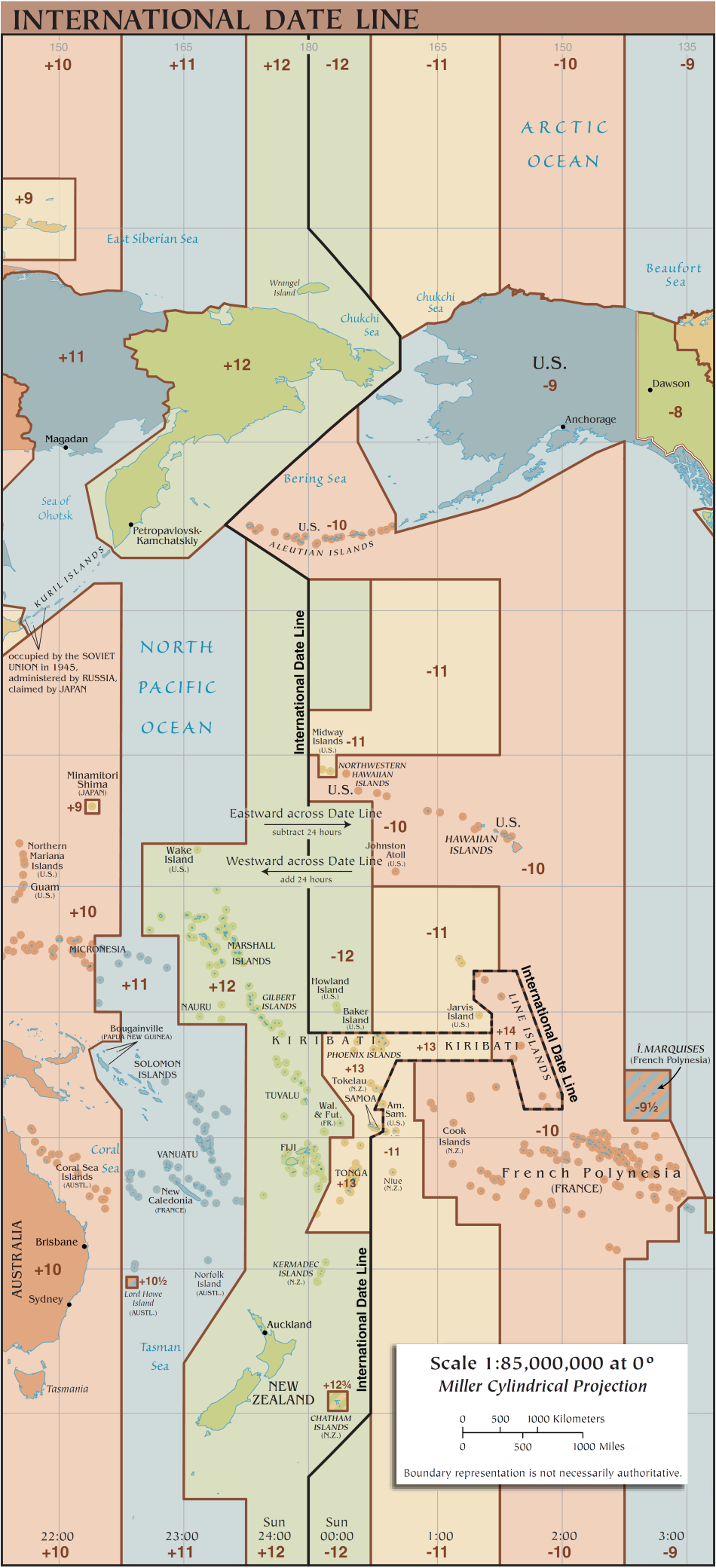
Obecny przebieg linii zmiany daty